# Piękny umysł
Piękny umysł (ang. A Beautiful Mind) – amerykański film biograficzny z 2001 roku w reżyserii Rona Howarda. Scenariusz powstał częściowo w oparciu o biografię profesora Johna Nasha Jr. – matematyka i noblisty w dziedzinie ekonomii. Zdjęcia kręcono w stanie New Jersey oraz w Nowym Jorku.
Piękny umysł powstał na podstawie książki Sylvii Nasar pod tym samym tytułem z 1998 roku, która opisuje Nasha jako matematyka oraz jego życie prywatne. W filmie pominięto część wątków (między innymi skłonności homoseksualne głównego bohatera oraz jego nieślubne dziecko), niektóre uproszczono, a innym nadano charakter bardziej fabularny, powodując odejście od dokumentalnej formuły książki. Było to konieczne choćby ze względu na jej objętość (książka ma prawie 500 stron dużego formatu).

## Streszczenie fabuły
W roku 1947 cierpiący na schizofrenię John Nash przybywa na Uniwersytet Princeton, aby zacząć podyplomowe studia matematyczne. Myśli o dokonaniu wielkiego odkrycia naukowego, dzięki któremu zyskałby wysoką pozycję i znaczenie w środowisku naukowym. Jego życie towarzyskie ogranicza się do kontaktu z urojonym sublokatorem, Charlesem (w tej roli Paul Bettany). Pewnego wieczoru w pubie, obserwując rywalizację kolegów o względy atrakcyjnej blondynki, Nash wpada na pewien pomysł. W rezultacie powstaje praca na temat teorii gier.
Nash otrzymuje stanowisko wykładowcy w Massachusetts Institute of Technology (MIT). Jedna ze studentek, Alicia Larde (Jennifer Connelly), zakochuje się w nim i po krótkim czasie zostaje jego żoną. W tym samym czasie, gdy Nash prowadzi wykłady, kontaktuje się z nim również urojony agent wywiadu William Parcher, który proponuje Nashowi współpracę w operacji złamania kodu szyfrowego ZSRR.
Po kilku latach choroba nasila się. Nash zaczyna zachowywać się w sposób obsesyjny. Podczas jednego z wykładów wydaje mu się, że chcą go porwać Rosjanie, aby wydobyć z niego informacje na temat jego pracy, podczas gdy w rzeczywistości przyszedł psychiatra. Lekarze diagnozują u Nasha zaawansowaną schizofrenię paranoidalną. W międzyczasie rodzi mu się syn. Nash przebywa kurację w zakładzie psychiatrycznym, a po wyjściu z niego próbuje wrócić do poprzedniego stylu życia. Leki zapobiegające nawrotom choroby otumaniają również inne sfery: Nash nie potrafi tworzyć, nie potrafi się skupić, nie prowadzi życia seksualnego. To prowadzi do odstawienia przez niego leków, co kończy się nawrotem halucynacji.
W pewnym momencie Nash uświadamia sobie, jak zaawansowane jest stadium jego choroby. Podejmuje decyzję o kontynuacji pracy naukowej. Wraca na Princeton, gdzie w fotelu dyrektora znajduje dawnego konkurenta – Martina Hansena. Ten pomaga mu wrócić w mury uczelni, na początku tylko jako wizytatora biblioteki, gdzie Nash spotyka się ze studentami. Powoli oswajając się ze społeczeństwem i ignorując halucynacje, Nash zaczyna pracować na uczelni.
W 1994 Nash otrzymuje nominację do Nagrody Nobla za swoją teorię. Podczas picia herbaty na profesorskiej stołówce do stolika Nasha po kolei podchodzą wykładowcy, kładąc przed nim swoje pióra. Film kończy się uroczystością wręczenia Nagrody Nobla oraz przemówieniem Nasha, w którym za wszystko dziękuje Alicii.

## Obsada
- Russell Crowe jako John Forbes Nash Jr.
- Ed Harris jako Parcher
- Jennifer Connelly jako Alicia Nash
- Christopher Plummer jako dr Rosen
- Paul Bettany jako Charles
- Adam Goldberg jako Sol
- Josh Lucas jako Hansen
- Vivien Cardone jako Marcee
- Anthony Rapp jako Bender
- Jason Gray-Stanford jako Ainsley
- Judd Hirsch jako Helinger
- Austin Pendleton jako Thomas King
- Victor Steinbach jako Profesor Horner

## Ekipa
- Reżyseria – Ron Howard
- Scenariusz – Akiva Goldsman (na podstawie książki Sylvii Nasar)
- Zdjęcia – Roger Deakins
- Muzyka – James Horner
- Scenografia – Wynn Thomas
- Kostiumy – Rita Ryack
- Montaż – Daniel P. Hanley, Mike Hill
- Casting – Janet Hirshenson, Jane Jenkins
- Dyrektor artystyczny – Robert Guerra
- Dekoracja wnętrz – Leslie E. Rollins
- Dźwięk – Michael Thompson, Dean Drabin, Simon Rhodes, Anthony Starbuck, Allan Byer, Bob Olari, Frank A. Montano, Chris Jenkins
- Producent wykonawczy – Todd Hallowell, Karen Kehela
- Produkcja – Brian Grazer, Ron Howard

## Nagrody i nominacje
W sumie Piękny umysł zdobył 48 nominacji, z czego wygrał 27 razy.

### Nagrody
- Oscary 2001
  - Najlepszy film fabularny
  - Najlepsza reżyseria (Ron Howard)
  - Najlepszy scenariusz adaptowany (Akiva Goldsman)
  - Najlepsza aktorka w roli drugoplanowej (Jennifer Connelly)
- Złote Globy 2001
  - Najlepszy dramat
  - Najlepszy scenariusz (Akiva Goldsman)
  - Najlepszy aktor w dramacie (Russell Crowe)
  - Najlepsza aktorka drugoplanowa (Jennifer Connelly)
  - Najlepszy scenariusz (Akiva Goldsman)
- BAFTA 2001
  - Najlepsza aktorka drugoplanowa (Jennifer Connelly)
  - Najlepszy aktor pierwszoplanowy (Russell Crowe)
- AFI 2001:
  - Aktorka drugoplanowa roku (Jennifer Connelly)
- Złoty Satelita 2001:
  - Najlepsza aktorka drugoplanowa w dramacie (Jennifer Connelly)
  - Najlepsza piosenka (All Love Can Be)

### Nominacje
- Oscary 2001
  - Najlepszy aktor w roli pierwszoplanowej (Russell Crowe)
  - Najlepsza charakteryzacja (Greg Cannom, Colleen Callaghan)
  - Najlepsza muzyka (James Horner)
  - Najlepszy montaż (Mike Hill, Daniel P. Hanley)
- Złote Globy 2001
  - Najlepsza muzyka (James Horner)
  - Najlepszy reżyser (Ron Howard)
- BAFTA 2001
  - Najlepszy film
  - Najlepsza reżyserię (Ron Howard)
  - Najlepszy scenariusz adaptowany (Akiva Goldsman)
- AFI 2001:
  - Film roku
  - Aktor roku (Russell Crowe)
  - Scenarzysta roku (Akiva Goldsman)
- Złoty Satelita 2001:
  - Najlepszy aktor w dramacie (Russell Crowe)
  - Najlepsza muzyka (James Horner)
  - Najlepszy aktor drugoplanowy w dramacie (Ed Harris)
  - Najlepszy montaż (Daniel P. Hanley, Mike Hill)
  - Najlepszy scenariusz adaptowany (Akiva Goldsman)